# Hans Dahl (calciatore)
Hans Dahl (8 aprile 1900 – 16 giugno 1977) è stato un calciatore norvegese, di ruolo attaccante.

## Carriera

### Club
Dahl giocò con la maglia del Frigg.

### Nazionale
Conta 5 presenze per la Norvegia. Esordì il 15 giugno 1924, nella sconfitta per 0-2 contro la Germania.

## Palmarès

### Club

#### Competizioni nazionali
- Coppa di Norvegia: 1

Frigg: 1921